# Jackson (Wyoming)

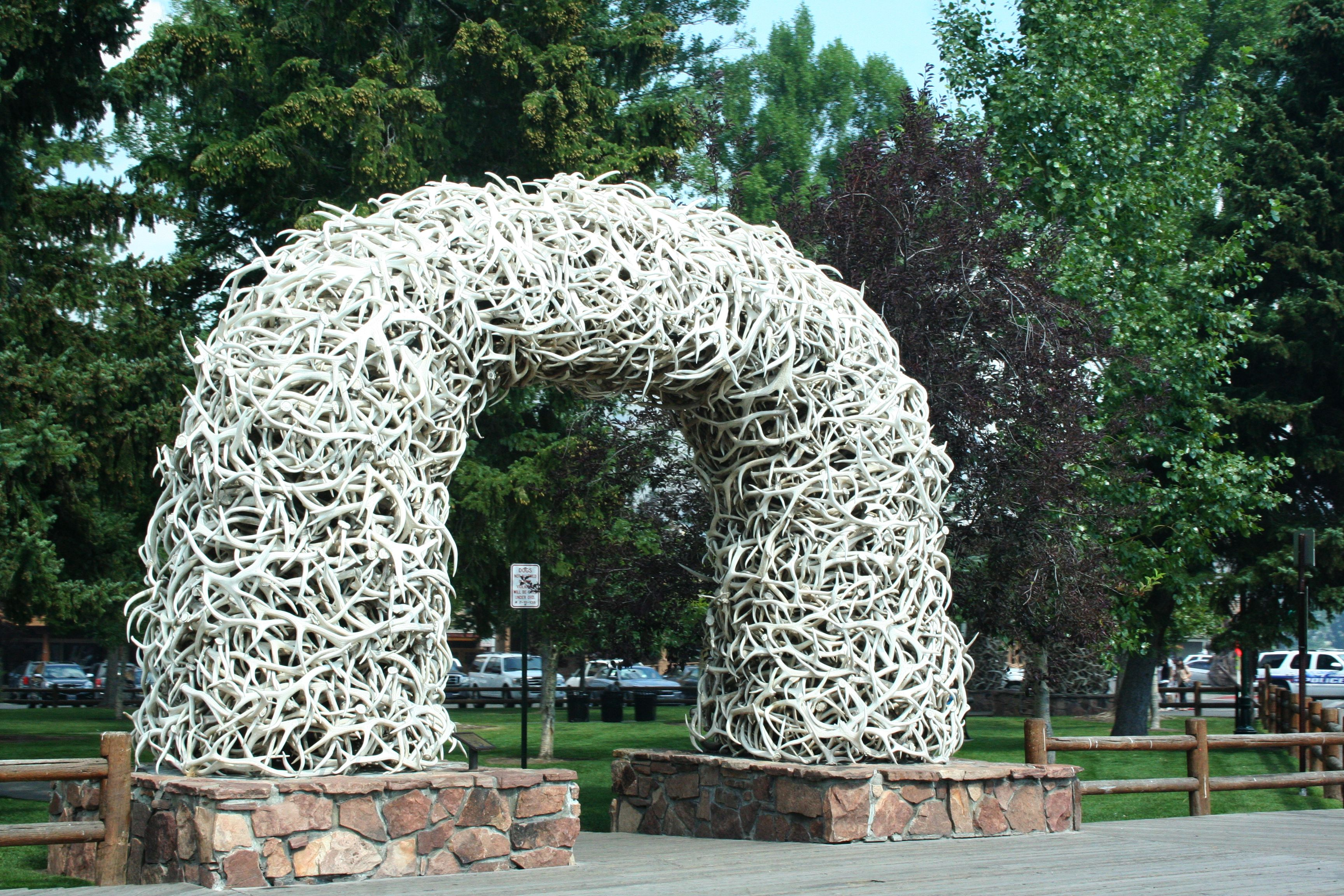
Jedna z czterech bram z poroży jeleni w centrum Jackson

Jackson – miasto i stolica hrabstwa Teton w stanie Wyoming w USA. Nazwa miasta powstała w 1829 roku od nazwiska trapera Davida E. “Davey” Jacksona, dla którego cała dolina Jackson Hole była ulubionym terenem łowienia bobrów.
Jest "bramą" i najbliżej położonym miastem prowadzącym do Parku Narodowego Grand Teton i dalej do południowego wjazdu do Parku Yellowstone, co sprawia, że przez miasto przejeżdżają co roku miliony turystów. Ponadto w pobliżu miasta leży Narodowy Rezerwat Jeleni (National Elk Refuge) oraz kurort narciarski Snow King, znany także pod nazwą Jackson Hole Mountain Resort. Samo miasto nazywane często jest Jackson Hole nawiązując do doliny, w której się znajduje.
Jackson jest także znanym ośrodkiem artystycznym o zasięgu międzynarodowym. Imprezy organizowane w Jackson to m.in. Grand Teton Music Festival oraz kongres organizowany przez National Museum of Wildlife Art. Uwagę licznych turystów przyciągają cztery bramy przy jednym z głównych placów w mieście, zbudowane z poroży jeleni.
W Jackson głównie rozwinęła się turystyka, w tej branży zatrudniona jest prawie 1/4 miejscowej ludności. W budownictwie zatrudnione jest 14% mieszkańców, w handlu 12,8%, edukacją, zdrowiem i opieką społeczną zajmuje się 12,2%. Dzięki turystom silnie rozwinęło się centrum miasta, wokół rynku zlokalizowane zostały liczne restauracje, galerie i sklepy z pamiątkami. Działalność pozamiejska skupia się także głównie wokół turystyki, świadcząc usługi takie jak: przejażdżki psim zaprzęgiem, uprawianie sportów ekstremalnych (narciarstwo przełajowe, wspinaczka), spływy kajakowe oraz wypożyczalnie pojazdów i jazdę po bezdrożach.

## Geografia
Jackson leży na wysokości 1901 m n.p.m., nad rzeką Flat Creek, która jest dopływem Snake River jednej z głównych rzek Parku Yellowstone.

### Klimat
Jackson leży w klimacie wilgotnym kontynentalnym, który wchodzi w skład subarktycznego. Dzięki swojemu wysokiemu położeniu panuje tu wilgotny mikroklimat, charakteryzujący się częstszymi niż na pozostałym obszarze Wyoming opadami (głównie śniegu). Średnia ilość opadów rocznych przekracza 426 mm. Średnia pokrywa śnieżna wynosi 181 cm. Najwyższe temperatury notowane są w lipcu oraz sierpniu (36 °C), najniższe natomiast w grudniu i styczniu (-15 °C).

## Demografia
W 2010 roku Jackson zamieszkiwało 9577 osób. W 2000 roku zanotowano 8647 osób oraz 3631 gospodarstw domowych i 1670 rodzin znajdujących się w obrębie miasta. Gęstość zaludnienia wynosiła ponad 3 osoby na milę kwadratową. Większość mieszkańców stanowili ludzie rasy białej (89,37%), reszta ludności to Latynosi oraz Hiszpanie (11,84%), Afroamerykanie (0,27%), rdzenni Amerykanie (0,77%), Azjaci (0,62%), ludność pochodzenia pacyficznego (0,03%) i innych ras (7,62%).
Średni dochód dla jednego gospodarstwa domowego wynosił 47,76 dolara, a średni dochód na jedną rodzinę prawie 54 dolary. Dochód na jednego mieszkańca wynosiła 25 dolarów.

## Edukacja
W Jackson znajdują się  dwie szkoły podstawowe: Jackson Elementary School i Colter Elementary School; gimnazjum Jackson Hole Middle School oraz Jackson Hole High School, Summit High School, Jackson Hole Community School i Journeys School.

## Transport
W Jackson znajduje się lotnisko Jackson Hole. Publiczny transport autobusowy obsługiwany jest przez 2 przedsiębiorstwa (Bus START i Teton Area Rapid Transit).